# Tierarzneischule zu Stuttgart
Die Tierarzneischule zu Stuttgart (ab 1890 Tierärztliche Hochschule Stuttgart) war eine von 1821 bis 1912 bestehende tierärztliche Hochschule in Stuttgart.

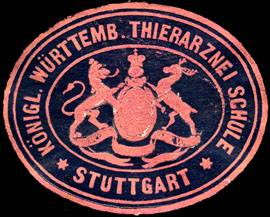
Siegelmarke der Tierarzneischule

## Geschichte
Auslöser der Gründung war die schwere Rinderpest-Epidemie von 1795 bis 1801, an der im Land Württemberg über 40.000 Rinder starben. Der damalige Landestierarzt Württembergs, Gottlieb Heinrich Walz (1771–1834), schlug deshalb Herzog Friedrich II. die Gründung einer Lehranstalt für Tierärzte vor. Der Herzog forderte daraufhin Gutachten vom Stadtmagistrat Stuttgarts und der Rentkammer zur Nutzung des von Walz vorgeschlagenen Scharfrichtergebäudes an, die allerdings abschlägig ausfielen. Am 25. September 1801 stellte Walz einen erneuten Antrag und schlug auf der Basis des Gutachtens der Herzoglichen Rentkammer Tübingen als Standort vor. Die Diskussion wurde am 16. Oktober 1802 beendet, der Herzog favorisierte jedoch Stuttgart. Daher unterbreitete Walz am 19. März 1803 neue Vorschläge und regte neben der Scharfrichterei auch die die Lazarett-Gebäude als möglichen Standort an. Aufgrund der politisch unruhigen Zeit gerieten die Vorschläge in Vergessenheit. 1812 war es der Professor der Medizin an der Universität Tübingen Johann Heinrich Ferdinand Autenrieth, der die Idee neu befeuerte. Er schlug vor, dass Tierärzte von Humanmedizinern der Tübinger Universität ausgebildet werden könnten. Diese Vorschlag stieß aber sowohl bei Walz als auch beim Hoftierarzt Hoesch auf Ablehnung. Wilhelm I. genehmigte dennoch 1817 die Errichtung einer tiermedizinischen Lehranstalt an der Universität Tübingen. Auf den neuen Lehrstuhl für Tierheilkunde wurde Hofacker berufen. 1820 wurden die ersten Vorlesungen gehalten, 1828 wurde der Lehrbetrieb mangels Interesse wieder eingestellt.
Das Ministerium des Innern und des Kirchen- und Schulwesens erließ am 17. August 1821 die endgültigen Bestimmungen über die Errichtung einer Tierarzneischule in Stuttgart. Sie wurde in der ehemaligen Königlichen Menagerie nordöstlich der Stadt eingerichtet. Am 12. Dezember 1821 wurden Details in einem provisorischen Statut geregelt. 1821 wurde die Anzahl der Lehrer auf vier festgesetzt, dazu kamen ein Prosektor und ein Lehrschmied. Die Zahl der Studenten wurde im Statut auf 40 beschränkt. Erster Direktor wurde 1862 Eduard Hering. Am 6. März 1890 wurde die Einrichtung zur Tierärztlichen Hochschule erhoben, die Studiendauer auf 7 Semester festgesetzt. 1910 wurde der Hochschule das Promotionsrecht verliehen.

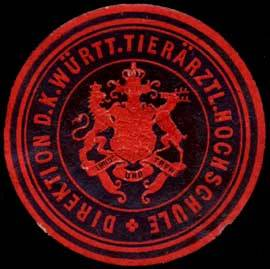
Siegelmarke der Hochschule

Bereits 1895 wurden Neubau, Verlegung oder Aufhebung der Tierärztlichen Hochschule diskutiert. 1901 befasste sich die Württembergische Kammer der Abgeordneten mit einem Neubau, 1905 wurde eine Untersuchungskommission eingesetzt. In ihrem Gutachten wurde die Verlegung der Tierärztlichen Hochschule als Fakultät an die Universität Tübingen, ähnlich wie in Sachsen, als einzige denkbare Option dargestellt. Der Finanzausschuss der Zweiten Kammer beschäftigte sich 1909 und 1910 in vier Sitzungen mit dem Thema. Aus Kostengründen beschloss die Zweite Kammer die Aufhebung der Tierärztlichen Hochschule. Am 12. Juli 1910 beschäftigte sich die Erste Kammer mit dieser Problematik und bestätigte die Entscheidung der Zweiten Kammer. Die endgültige Entscheidung wurde der Königlichen Staatsregierung überlassen. Sie hätte die Neuwahl des Landtags 1912 abwarten können, strich aber die Hochschule direkt aus dem Etat. Alle Bemühungen vieler Seiten um den Erhalt blieben erfolglos. Am 19. Juni 1912 wurde in der 33. Sitzung der Ersten Württembergischen Kammer die Aufhebung der Tierärztlichen Hochschule zu Stuttgart zum 1. Oktober 1912 unwiderruflich beschlossen.

## Bekannte Hochschullehrer
- Walter Gmelin (1863–1943), Tierpathologe
- Robert von Ostertag (1864–1940), Parasitologe
- Gustav von Schleich (1851–1928), Augenarzt und Professor der Augenheilkunde
- Max von Sussdorf (1855–1945), Tieranatom